# Зелениково (област Пловдив)
Вижте пояснителната страница за други значения на Зелениково.
Зелениково е село в Южна България. То се намира в община Брезово, област Пловдив.

## География
Село Зелениково е разположено в южните склонове на най-високата част от Източна Сърнена Средна гора. Има планински и равнинен терен. Център е на розодобивната и розопреработвателната промишленост.
Землището на с. Зелениково от север и изток е оградено от хребета на Източна Средна гора, обърнато е на югозапад и от тази страна е обградено от поредица от хълмове (наподобяващи пловдивските тепета): Мазилка, Сакартепе, Кючюка, Малтепе, Гьолтепе, Аитепе, Баяма и Тазлъка. Наклонът е около 12 градуса, което увеличава силата на слънцегреенето и заедно с преградата на Средна гора пред североизточните ветрове, създава условия за отглеждането на овошки, лозя, рози, лавандула и други слънцелюбиви земеделски растения. Землището на селото в най-ниската си част на границата с гр. Брезово е с височина 240 м над морското равнище, а в най-високата си част на границата със с. Бабек и с. Розовец е с височина 347 м над морското равнище. Селото е разположено с дължина 2 – 3 километра по протежение на река Розовска (бивша Гюл дере) западно от реката. Източният ѝ бряг е висок и стръмен и непосредствено от него започват възвишенията на Средна гора. На този бряг има построени само 5 – 6 къщи, наричани Чирпан махала. В миналото коритото на реката е било широко 100 – 200 метра, но водата го изпълва цялото само при поройни дъждове. През останалото време реката тече в изкопани вътре в общото корито корита и лятно време даже се губи на места, извирайки от пясъка няколкостотин метра по-надолу. Един от ръкавите на реката е преграден в голям язовир в с. Розовец и широкото ѝ 100 – 200 метра корито е превърнато в непроходим мочурак, обрасъл с непроходими върби, тополи, акация, къпини, шипки, бъзуняк, коприва, саз и други водолюбиви растения, а водата се движи в малка вада, пресичана на няколко места в землището на селото от полски пътища. В горния край на селото е изграден солиден мост, по който преминава асфалтирано отклонение от основното шосе (Пловдив-Зелениково-Розовец-Турия-Шипченски проход) за с. Чехларе. 
Землището на с. Зелениково граничи със землищата на: от изток – с. Чехларе и с. Колю Мариново; от юг – гр. Брезово; от запад – с. Дрангово и с. Златосел; от север – с. Бабек и с. Розовец.

## История
Историята на село Зелениково се губи някъде в каменномедната епоха. На 1,5 км северозападно от селото се намира селищната Балджийска могила, висока 6 метра и с диаметър при основата 80 м. Селището съществувало през каменно-медната епоха. Праисторически селища са открити в доста от съседните на Зелениково села. Землището на селото изобилствува с тракийски могили (десетина на брой), някои от които проучени от археолозите. Две от могилите се намират в югозападния край на селото. Проучените могили представляват гробници на знатни тракийски граждани и в тях са намерени интересни археологически находки, като например около 50 мраморни плочки с образа на тракийския конник. Археолозите отнасят могилните погребения в с. Зелениково към последното десетилетие на IV в пр.н.е. Районът на с. Зелениково е бил обитаван от тракийското племе беси. В подножието на хълма Гьолтепе са открити големи делви и работилница за делви от тракийския период, а така също римски монети. Как се е наричало селото в тракийския и римския период, имало ли го е тогава и на кое място не е известно. Носи се легенда, че от герана Бабунар почти до хълма Аитепе на протежение от няколко километра се е простирало непроучено, значително по размери селище. Има логически основания да се предполага, че е възможно това да е средновековното селище Белятово. В археологическо отношение землището на селото е слабо проучено. Археологически проучвания в района на с. Зелениково са правили историците Б. Дякович, Е. Кесякова, Иван Велков, проф. Богдан Филов, братята Шкорпил. Според историците част от сегашното землище на с. Зелениково е влязло в границите на българската държава по време на управлението на кан Крум (800 – 814 г.г.). Територията източно от протичащата през с. Зелениково Рахманлийска река (река Гюл дере), която по онова време, поради вековните гори, е била със значително повече вода, е влизала в България, а територията западно от реката оставала във Византия. По време на управлението на кан Маламир (831 – 836 г.г.), цялата територия на селото влиза в границите на българската държава. През 1084 г. павликянинът Травъл с павликяните от Пловдивско (сегашните католици), подкрепян от жителите на градчето Белятово и от печенегите от Силистренско, вдигнал въстание против византийците и се укрепил в района на сегашните села Розовец и Зелениково. Въстанието било потушено след двегодишна борба. Византийската писателка Ана Комнина, дъщеря на тогавашния византийски император Алексей I Комнин, описва разбунтувалите се в Белятовската долина, като безчетно множество. Логично е да се предположи, че землището на сегашните горепосочени две села е било достатъчно заселено, за да се изгради като укрепен лагер на въстаниците. През 1208 г. българският цар Борил е дал решително сражение на рицарите кръстоносци на 1 – 2 километра южно пред сегашното с. Зелениково. Дали селото е съществувало в този период и на сегашното място, не се знае, но убитите българи са били погребани на източния бряг на реката, а убитите кръстоносци в т.нар. „елински гробища“ в южното подножие на хълма Сакартепе. От документи оставени от местния учител Тодор Георгиев Гогов, писани преди 1944 г., предполагат, че сегашното село Зелениково, област Пловдив е създадено преди повече от 700 години от цар Иван Шишман чрез преселване на население от Търновския край за създаване на опорни пунктове, снабдителни бази на войската отвъд Стара планина за отпор на нахлуващите турски войски. Няма данни за името на селото по това време. Тази версия буди съмнения, защото когато турците завладяват района, в землището на с. Зелениково заварват 5 действащи манастира, разположени в кръг от 5 – 6 километра един от друг, които опожаряват: манастирът „Свети Илия“ на връх Сакартепе, манастирът „Свети Спас“ в Дъмлалий, манастирът „Света Троица“ на връх Юнчал, манастирът „Свети Костадин“ на връх Гьолтепе. На стотина метра от северозападния край на селото е било разположено манастирището „Свето Възнесение“. Едва ли толкова много манастири са обслужвали безлюдна местност. Турците завоюват областта между Пловдив и Стара планина при султан Баязид I (1389 – 1402 г.г.). Ордите на Лала Шахин завземат Пловдив през 1364 г.Вероятно малко след това започва владичеството и на населението от района на сегашното с. Зелениково. Историците предполагат, че след завладяването на столицата ни Търново, турците прекарват на заточение в Бачковски манастир пленения Патриарх Евтимий по тогавашния път (сега нашенско шосе) от Търново през Габрово, през прохода Шипка, през прохода Свети Никола в Средна гора, през землищата на с. Розовец и с. Зелениково, за Пловдив и Бачково. През турското владичество селото се е казвало Хамзаларе на името на владеещия го турски бей Хамза. В селото има следи от много стар водопровод от глинени тръби с три чешми, строен преди повече от 300 години. В „Списък на селищата и брой на немюсюлманските домакинства в района на Пловдив и Пазарджик предвид облагането им с данък „джизие“. 28 февруари 1651 г.“ е записано, че село Хамзалари има 52 ханета. В същото време с. Аджар (с. Свежен) имало 80 ханета, с. Бурнусуз (с. Братя Даскалови) – 38 ханета, с. Юнд-и Чирпан (гр. Чирпан) – 48 ханета, с. Мюслим (с. Православ) – 5 ханета, с. Баялджилар (с. Медово) – 9 ханета + 2 нови = 11 ханета, с. Чешнигир (гр. Садово) – 3 ханета + 1 ново = 4 ханета. „Джизие (харадж)“ е паричен данък, събиран като правило в полза на държавата от мъжкото немюсюлманско население на Османската империя. До 1690 г. джизието било изисквано от всяко немюсюлманско домакинство. „Джизие хане“ е облагателна единица за събиране на данъка джизие. През XVII столетие джизие хането съответствало най-често на мъж, жена и техните незадомени деца. С оглед на демографските проучвания джизие хането се приема средно като петчленно семейство. Приведените данни показват, че в началото на османската власт с. Зелениково е било голямо селище в района на Пловдив, второ от посочените след с. Аджар – районният център на нахия Караджадаг по онова време. „Нахията“ е териториална единица с районен център и около десетина села към него, приблизително съответстваща на сегашната „община“. За сравнение през същата година Пловдив наброявал 397 домакинства без евреите и арменците. По време на османското владичество селото е преживяло 3 големи чумни епидемии. През всичките години на османската власт, чак до 1850 г. с. Зелениково е било по-голямо, по-богато и по-развито от сегашния районен център с. Брезово. Йоаким Груев в „Уроци по естествено гражданско и изчислително земеописание“ (1870 г., с. 68) пише, че нахия Караджадаг (така турците са наричали района на нашата Сърнена Средна гора) е с 3 главни села: Аджар (с. Свежен), Абрашлар (с. Брезово) и Хамзалар (с. Зелениково). В брой 32 на в-к „Македония“ от 10 август 1871 г., редактиран от П.Р.Славейков, се дават сведения, че с. Амзалари (Зелениково) е със 180 къщи чисти българи, с една църква и едно училище, което посещават през летните дни около десетина момчета, а зимно време се събират от 80 до 90 деца. Църквата на с. Зелениково се предполага, че е строена по време на Второто българско царство, навярно в началото или средата на дванадесетия век. През 1834 г. църквата била ремонтирана и престроена и получила сегашния си вид без камбанарията. Камбанарията е построена през 30-те години на ХХ век. До 1820 г. в с. Зелениково съществувала някаква частна училищна дейност. Основата на истинско училище полага даскал Георги Иванов, който от 1820 г. до 1838 г. води занятията в собствената си одая. През 1838 г. занятията се преместват в новопостроената училищна сграда в църковния двор. През ХIХ век с. Зелениково пръска образование и култура не само сред собственото си население, но и сред населението на съседните села. Пръв учител в с. Розовец в 1837 г. е бил даскал Георги Цветков от с. Зелениково. Поп Спас от Хамзаларе е първият общински учител и първият, който заменя килийното обучение с взаимноучителната метода в с. Медово. Общината му заплаща 500 – 600 гроша на година. При обучението учениците са сядали на земята, учили са по 5 – 6 месеца през годината. През зимата учели цял ден, а през лятото до обед. След това отивали край реката за 2 – 3 часа, а след завръщането си са четели и пеели черковни текстове. На раздяла всеки ученик бил длъжен ” да се сбогува „с учителя си, а след това да поздравява всеки срещнат възрастен човек. Исторически известно е, че апостолът на българската свобода Васил Левски е посещавал с. Зелениково на 7 март 1872 г., похарчил е в селото 10 ½ гроша и е организирал таен революционен комитет. Това е записано в личното тефтерче на Апостола. Старозагорското въстание е било задушено в самия зародиш, а отговорникът Димчо Стаев за с. Хамзаларе заловен и обесен.
Априлско въстание в района не избухва. Селото дава един четник – Стоян Енев Шекерджията (истинското му име е Пеню Енев Еневски) в четата на Таньо Стоянов, преплувала Дунава в помощ на Априлското въстание на 16 май 1876 г. В Освободителната война селото дава 4 опълченци: Иван х. Грозев Йовев, Иван Куцаров Иванов, Димитър Христов Кехайов и Стефан Кунчев. Таен революционен комитет е организиран и преди Съединението на Княжество България с Източна Румелия. Във войните 1912/1913 г. и 1915/1918 г. Зелениково дава 16 души убити офицери и подофицери и 47 души убити редници. Със Заповед № 2820/ 9 август 1934 г., публикувана в Държавен вестник № 109/ 14.08.1034 г. с. Хамзаларе е преименувано на с. Зелениково.
Още от първите години след създаването си Българската комунистическа партия има своя организация в селото. Двама души от селото са убити през Априлските събития през 1925 година. В Партизанското движение се включват 18 души, двама от които са убити. Непосредствено след Деветосептемврийския преврат от 1944 година комунистите провеждат в селото два митинга, искайки група селяни да бъдат „осъдени“ на смърт, но жителите на селото гласуват в тяхна полза. Въпреки това в началото на октомври 7 души от селото са убити без съд и присъда.
Най-големия си разцвет с. Зелениково достига в началото на 50-те години на ХХ век – около 550 къщи с около 2000 жители. През 30-те години на ХХ-я век на 2 – 3 километра над селото в реката братя Шипкови изграждат голяма фабрика за дестилация на розово масло, която стои работоспособна. Тя е оборудвана с оригинални френски дестилационни апарати, проектирани по технология актуална и до днес. След 1944 г., фабриката е национализирана и продължава активна работа до 70-те години. Обявена е за паметник на културата от национално значение. Към момента фабриката е реституирана и работи активно. Може да се каже, че тя е единствената запазена и работеща стара фабрика, по оригинална технология от началото на ХХ век и представлява ценен паметник за производството на розово масло. На 200 – 300 метра над нея в социалистическо време в края на 50-те години обединение „Българска роза“ изгради най-голямата в България и в Европа съвременна розоварна фабрика. След колективизацията населението прогресивно намалява, в края на 70-те години на ХХ век училището е закрито, поради липса на деца. Дворът и сградите на училището са превърнати в дом за отглеждане и възпитаване на деца, лишени от родителски грижи.

## Религии
Населението на селото изцяло изповяда източноправославна християнска религия. Престрояван е през турско време 1834 г., вкопан е в земята и е сравнително добре поддържан. В сегашния си вид църквата е официално открита през 1835 г. В края на 30-те години на ХХ век е изградена сегашната камбанария. В църквата има интересни икони с избодени от турците очи. Тя носи името на света Параскева Българска.

## Обществени институции
В западната част на селото има изградени две училищни сгради, строени през 1928 – 1929 г., като едната е била за обучение до 4-ти клас, а другата е прогимназия до 7-и клас. Сега поради липса на достатъчен брой ученици училището се ползва като сиропиталище за деца без родители.

## Културни и природни забележителности
Селото разполага с добри условия за селски туризъм. Фактори за това са наличието на язовири, река, планини, хълмове и др. Интерес представлява и наличието на стара розоварна. Развитието на екотуризма и селския туризъм в района на Зелениково е приоритетна задача на общинското ръководство. Създават се условия за дестилация на розово масло по традиционните технологии, за да се демонстрира на туристите, проявяващи интерес към този процес.
Чистият и обогатен с озон въздух предоставя чудесни условия за еко- и селски туризъм. През селото минава река, която носи името Гюл Дере.
Селото има изградена добра инфраструктура. В селото има дом за отглеждане и възпитаване на деца, лишени от родителски грижи.
Всяка година на 9 септември се чества празник. Съборът на селото е на 1 септември.

## Личности
Родени в Зелениково:
- Пеньо Енев (1830 – 1909), български революционер, член на четата на Таньо войвода
- Мъйно Мъйнов (1900 – ?), български офицер
- Кольо Арабаджиев (1924 – ?), български комунист, партизанин от партизански отряд „Антон Иванов“.
- Четирима опълченци от с. Зелениково:
  - Иван х. Грозев Йовев (1850 г. – 30 март 1918 г.) от 3-та опълченска дружина, 4-та рота;
  - Иван Куцаров Иванов (1849 г. – 18 декември 1908 г.) от 4-та дружина, 4-та рота;
  - Димитър Христов Кехайов от 12-а дружина, 2-ра рота;
  - Стефан Кунчев от 12-а дружина, 4-та рота;
- Койчо Власев Касапов (12 септември 1891 г. – 21 декември 1957 г.) – Участник във Великата Октомврийска революция. Завършва Пловдивската мъжка гимназия. Участва в Междусъюзническата война. Емигрира през 1913 г. и до 1919 г. живее в Румъния, Виена и Русия. На 19 ноември 1917 г. влиза в Червената армия. Достига до чин военен полит-комисар на бригада – най-високия чин, заеман от Българин по време на ВОСР. На 7 ноември 1919 г. тайно е прехвърлен с лодка в България. През 1920 – 1922 г. е ръководител на шпионска група във Варна под ръководството на Главно разузнавателно управление (ГРУ) на Червената армия. През 1922 г. публикува книгата си „От хаос към творчество“. Заминава за Франция и там продължава разузнавателната си дейност. След една година се връща и работи в България. Умира от туберкулоза;
- Боню Атанасов Бонев (21 юли 1908 г. – 11 декември 1978 г.) – народен учител. Завършил Казанлъшкото педагогическо училище. От 1930 г.почти до края на живота си учителствува в с. Зелениково, в Македония и в с. Парчевич. Учил и възпитал десетки випуски деца. Толстоист. Боню е първият поет от с. Зелениково. В периода 1938 – 1943 г. издава 4 книжки със стихотворения: „Скръб и радост“, „На безгрешните“, „Деца птички“ и „Песни за нея“. Стихотворението му „Наше село“ представлява нещо като визитна картичка на селото;
- Проф. Спас Тодоров Райкин (26 октомври 1922 г. – 18 февруари 2014 г.). Завършва Пловдивската семинария през 1945 г. и Богословския факултет на Софийския университет през 1949 г. На 6 май 1951 г. дезертира от военната си служба като трудовак и преминава в нелегалност. Един от първите горяни. След 44 дневно скитане в Родопите със седем членна въоръжена група на 19 юни 1951 г. преминава в Гърция. Следва хуманитарни науки в университетите на Атина, Женева, Лондон и Базел. В края на юни 1954 г. емигрира в САЩ, където учи в Колумбийския университет (1954 – 1959). Завършва със степен Магистър по политически науки, специалност История. От 1963 г. до 1991 г. преподава в американски университети като професор по История на цивилизацията и Нова Европейска история. Членува в български политически организации на съпротивителното движение против комунизма. Заема високи ръководни постове в техните ръководства и е редактор на списанията им. През 1993 г. публикува 5 тома, посветени на политическите проблеми на България. В периода 2000 г.–2009 г. публикува 13-томна серия биографични спомени и документи под общото заглавие:"Политическо пътешествие срещу ветровете на ХХ век”. През 2012 г. излиза от печат 2-томното му историческо изследване „Санстефанска България. Поява, съдба, триумф и трагедия на българската национална идея“. Живее в САЩ. Архивът си от 99 тома проф. Райкин е предал на Хувърския институт към Станфорския университет. В края на 2012 г. на тържество в Страудсбърг, Пенсилвания, проф. Райкин е награден с почетен медал „Иван Вазов“ от Държавната агенция за българите в чужбина; Погребан в гр. Страудсбург, щат Пенсилвания, САЩ;
- Иван Крумов Грозев – Кърпача (24 август 1926 г. – 1 юни 1973 г.). Учи в Търговската гимназия в гр. Пловдив. На 15 септември 1943 г. преминава в нелегалност още 17-годишен, като ученик. Два месеца и половина е партизанин. В началото на декември 1943 г. се върнал в с. Зелениково, където бил арестуван от полицията. Осъдили го на 15 години строг тъмничен затвор и го откарали в затвора. След 9 септември 1944 г. дозавършва гимназията. Става офицер и започва да спортува парашутизъм. На 5 септември 1969 г. е признат за активен борец против фашизма и капитализма. Трикратен световен и дванадесет пъти републикански рекордьор, заслужил майстор на спорта по парашутизъм. На 1608-ия си скок загива при неуспешно приземяване. Посмъртно произведен в чин полковник;